# Isn't Life Wonderful

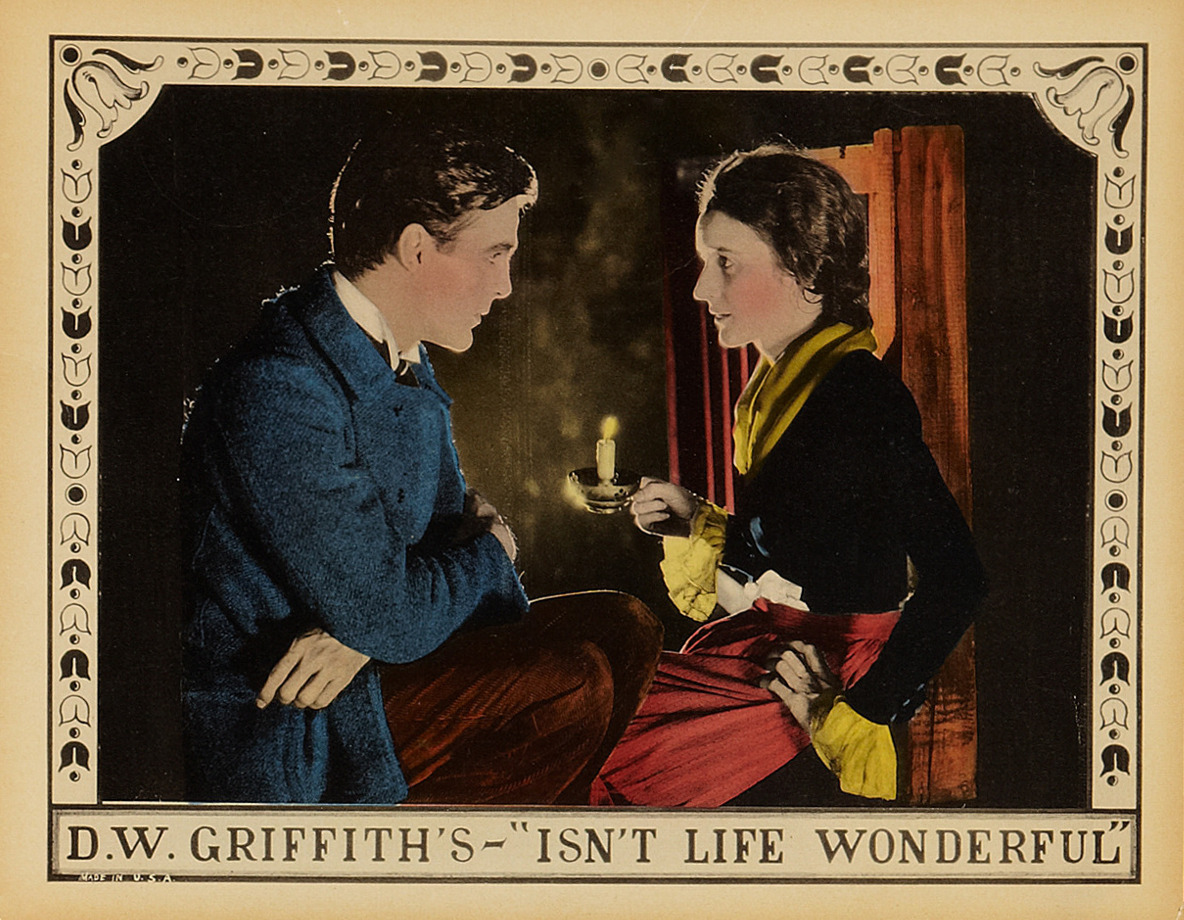
Carte promotionnelle du film

Isn't Life Wonderful est un film américain réalisé par D. W. Griffith pour sa société de production et distribué par United Artists, sorti en 1924.

## Synopsis
Des réfugiés polonais tentent de survivre en Allemagne après la première Guerre mondiale.

## Fiche technique
- Réalisation : D. W. Griffith
- Scénario : D. W. Griffith d'après un roman de Geoffrey Moss
- Production : D.W. Griffith Productions
- Musique : Louis Silvers, Cesare Sodero
- Photographie : Hendrik Sartov, Harold S. Sintzenich
- Distributeur : United Artists
- Durée : 120 minutes
- Date de sortie : 
  - États-Unis : 24 novembre 1924

## Distribution
- Carol Dempster : Inga
- Neil Hamilton : Paul
- Erville Alderson : le professor
- Helen Lowell : la grand-mère
- Marcia Harris : la tante
- Frank Puglia : Theodor
- Hans Adalbert Schlettow : le chef des ouvriers
- Paul Rehkopf : un ouvrier en colère
- Walter Plimmer : l'americain
- Lupino Lane : Rudolph
- Robert Scholtz
- Dick Sutherland
- Louis Wolheim

## Production
Une scène a été tournée à New York en studio, mais le film a été essentiellement tourné en Allemagne, et décrit les conditions difficiles d'après-guerre.

## Critiques
Le film a été considéré comme un des meilleurs réalisés par Griffith.